# Polycarpaea majumdariana
Polycarpaea majumdariana är en nejlikväxtart som beskrevs av Venu, Muthuk. och P.Daniel. Polycarpaea majumdariana ingår i släktet Polycarpaea och familjen nejlikväxter. Inga underarter finns listade i Catalogue of Life.